# Smrtka

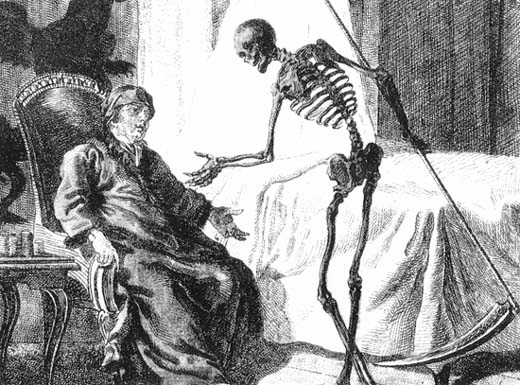
Zobrazení Smrtky jako kostry s kosou

Smrtka či Smrt je tradiční personifikace smrti, zpodobněná jako kostlivec s kosou, často bývá zobrazována v černém hábitu. Někdy vystupuje jako stařena nebo stařec (smrťák), eufemisticky se označuje jako kmotřička smrt nebo zubatá.
Podle vyprávění přichází smrtka k umírajícím, aby symbolickým seknutím kosy ukončila jejich život.
Smrtka je častou postavou v pověstech a pohádkách.

## Odrazy v moderní kultuře

Kreslená Smrtka v hábitu

- Smrt(ka) se objevuje v řadě filmů, například Ingmara Bergmana (nejslavněji ve filmu Sedmá pečeť)
- V československém pohádkovém filmu Dařbuján a Pandrhola má podobu vyzáblého muže s kosou ve slamáku (hraje jej Václav Lohniský).
- Ve většině příběhů Zeměplochy (autor Terry Pratchett) se objevuje Smrť, s typickou přímou řečí psanou kapitálkami.
- Postava Smrti (rovněž v mužské podobě) se objevuje i v řadě knih ze série Johna Morressyho o čaroději Kedrigernovi.
- Divadlo Járy Cimrmana ve své hře Vizionář uvádí na scénu „pana Smrtku“ jako v podstatě komickou figuru, coby žoviálního staršího pána. Tato postava se jako divadelní role objevuje i ve filmu Nejistá sezóna (je použita i na plakátu k filmu, v podání Zdeňka Svěráka).